# Massa Trabària
Massa Trabària és el nom donat a la regió muntanyosa entre els Alps de Luna i la part oriental dels Apenins, que inclou les valls del Metaure, del Foglia i l'Isauro. Al nord, la regió de Massa era conegut com a Massa Veronesa i no formà part de la Trabària. A l'edat mitjana també fou coneguda per Massa Alidosia per la gran quantitat de feus de la regió que pertanyien als Alidosi. Hi posseïren feus els Montefeltro, els Montedoglio, els Alidosi i altres. Els Brancaleoni portaren el títol de comtes de la Massa Trabària.
La capital fou Sant Angelo in Vado.

## Principals senyors Alidosi de Massa Trabària, també anomenada Massa Alidòsia
- Ambrosio Alidosi, senyor de Massa Trabària per investidura imperial el 1209.
- Alidosio I della Massa (fill) vers 1248
- Rizzardo o Riccardo Alidosi (fill) senyor de la Massa Alidosia, Castel del Rio o Osta (abans de 1300)
- Alidosio II della Massa, senyor de Castel del Rio, Massa Alidosia i Osta, capità del poble de Florència el 1304, tronc dels senyors de Castel del Rio.
- Guido Alidosi de Castel del Rio (fill) vers 1366
- Gentile (germà), senyor de Castel del Rio i Massa Alidosia i Osta, cavaller, vers 1366. Repartiment del feu per mediació de Galeotto Malatesta el 1369, una part va passar a Bertrando Alidosi d'Imola, una altra als fills de Masa (germà de Roberto Alidosi) i una altra als fills de Roberto Alidosi, però amb la jurisdicció en comú.
- Riccardo o Rizzardo (fill) senyor de Castel del Rio, Massa Alidosia i Osta, comte de Sassiglione (1403) mort després del 1415.
- Obizzo Alidosi (fill), Senyor de Castel del Rio, Massa Alidosia, i altres i comte de Sassiglione 1404-1424, fou podestà de Pistoia el 1384 i va morir passat el 1426
- Ludovico Alidosi (fill), senyor de Castel del Rio, Massa Alidosia, i altres i comte de Sassiglione el 1433. Mort el 1485
- Giovanni Alidosi (fill) senyor Castel del Rio, Massa Alidosia, i altres i comte de Sassiglione el 1485. Mort el 1495
- Obizzo Alidosi (fill) senyor de Castel del Rio, Massa Alidosia, i altres i comte de Sassiglione el 1495. El 1508 fou investit temporalment del comtat de Sogliano, confiscat al comte Rambert Malatesta, però va morir a Cesena el 9 de setembre de 1509. Va tenir com associat als seus germans Francesco Alidosi, Bertrando Alidosi, Paride Alidosi (assassinat el 1516)), Roberto Alidosi (mort el 1559) i Riccardo o Rizzardo Alidosi
- Francesco Alidosi (germà), associat, bisbe.
- Bertrando Alidosi (germà) associat, mort el 1509
- Riccardo o Rizzardo Alidosi senyor de Castel del Rio, Massa Alidosia, i altres el 1495. L'1 de març de 1526 va comprar a Climent VII el mer i mixt imperi que va tenir fins al 19 de maig de 1530 en què en fou investit Ramazzotto dei Ramazzotti fins al 1536. Va morir el 1560
- Cesare Alidosi (fill d'Obizzo), senyor de Castel del Rio, Massa Alidosia, i altres i comte de Sassiglione el 1509, comte de Sogliano del 1509 al 1510 en què el va vendre als Malatesta. Governador de Cesena pel Papa el 1509. Va morir el 1560
- Giulio Alidosi (fill de Bertrando), consenyor de Castel del Rio, Osta i Massa Alidosia, el 1556. Mort en data desconeguda
- Ciro Alidosi (fill), consenyor de Castel del Rio, Osta i Massa Alidosia, mort el 1588
- Giulio Cesare Alidosi (fill) consenyor hereu de Castel del Rio, Osta i Massa Alidosia, mort el 1589.
- Rodrigo Alidosi (germà), consenyor de Castel del Rio, Osta i Massa Alidosia, mort el 1623
- Mariano Alidosi (fill) senyor de Castel del Rio, Osta i Massa Alidosia, va vendre l'estat el 12 de novembre de 1635 al duc Jacopo Salviati. El contracte fou anul·lat el 8 de maig de 1636 per manca de consentiment de Lucrezia Concini i Margherita mare i dona de Mariano, i del cosí Nicola Alidosi, i el 19 de gener de 1638 els soldats del Papa van entrar a Castel del Rio. Mort el 1645.